# Bright Flight
Albums de Silver Jews
American Water
(1998) Tanglewood Numbers
(2005)
Bright Flight est un album de Silver Jews, sorti en 2001.

## L'album
Il fait partie des 1001 albums qu'il faut avoir écoutés dans sa vie. 

### Titres
Tous les titres sont de David Berman, sauf mentions. 
1. Slow Education (3:07)
2. Room Games and Diamond Rain (4:34)
3. Time Will Break the World (3:17)
4. I Remember Me (5:32)
5. Horseleg Swastikas (3:20)
6. Transylvania Blues (3:03)
7. Let's Not and Say We Did (2:59)
8. Tennessee (4:10)
9. Friday Night Fever (Blake Mevis, Dean Dillon, Frank Dycus) (2:44)
10. Death of an Heir of Sorrows (2:35)

### Musiciens
- Tim Barnes : percussions
- David Berman : guitares, voix
- Tony Crow: claviers, piano, synthétiseur
- Cassie Marrett (Cassie Berman) : voix, basse
- Paul Niehaus : guitare électrique, pedal steel guitar